# 200 meter (atletiek)
De 200 m is na de 100 m de kortste officiële outdoor-afstand in de atletiek en is – samen met de 100 m – de enige afstand waarbij men op maximale snelheid kan lopen, want afstanden langer dan 200 m zijn niet in volle sprint vol te houden.

## Van 200 yard tot 200 meter
De 200 m is net als de 100 m ontstaan uit de Engelse universiteitswedstrijden in de 19e eeuw en is niet meer dan een 'dubbele' 100 m. Aanvankelijk was de afstand 200 yard (ca. 183 meter), maar dit werd mede door de invloed van het vasteland 220 yd (201 meter) en daarna 200 m (218,8 yard). Aan het begin van de 20e eeuw werd in de Verenigde Staten de 200 m rechtuit gelopen, maar in Europa al op de moderne manier (125 meter bocht, 75 meter recht). (Wereld)records werden daarom niet aanvaard.
De 200 m indoor beslaat een andere route. Aangezien een indoorbaan 200 meter is, in tegenstelling tot een 400 meter outdoorbaan, loopt de atleet dan een volle ronde. Het rechte stuk is ongeveer 40 meter en de bocht ongeveer 60 meter.
De huidige wereldkampioenen zijn Shericka Jackson bij de vrouwen en Noah Lyles bij de mannen.

## Extra kracht
Doordat de sprint(st)er in de 200 meter een bocht met een straal van ongeveer 20 meter moet doorlopen, moet hij zichzelf niet alleen naar voren maar ook naar opzij "duwen". De atleet moet enigszins met het bovenlichaam naar binnen hangen. Behalve een voortstuwende kracht leveren de voeten van de atleet ook een kracht naar het midden van de cirkel, een middelpuntzoekende kracht.
Voor 1968, van 1994-1996 en sinds 2009 was de gemiddelde snelheid van de 100 meterlopers hoger. Michael Johnsons wereldrecord uit 1996 van 19,32 s is sneller dan het toenmalige wereldrecord op de 100 m (9,85 s) maal twee en zelfs dan het voormalige (tot 16 augustus 2009) wereldrecord uit 2008 van Usain Bolt op de 100 m (9,69 s) maal twee. Johnsons gemiddelde snelheid was 10,35 m/s (37,3 km/h), Bolts gemiddelde snelheid 10,32 m/s (37,15 km/h). Wat hierbij met name verschil maakt, is dat na de start de atleet eerst op snelheid moet komen, waardoor deze in het begin langzamer gaat. Bij de 200 m hoeft dat maar één keer, terwijl bij het dubbel tellen van de 100 m dit twee keer meegerekend is. De wereldrecordhouders op de 200 m Tommie Smith in 1968 en Pietro Mennea in 1979 gingen Michael Johnson vooraf. Ook hun gemiddelde snelheid lag hoger dan die van de toenmalige wereldrecordhouders op de 100 m. Voor 1968, van 1994-1996 en sinds 2009 was de gemiddelde snelheid van de 100 meterlopers hoger.
Bij indoorbanen heeft een atleet een volle ronde te lopen. Aangezien de baan half zo klein is als een outdoorbaan, is dus ook de bocht scherper en dat betekent, dat ook de centripetale kracht groter is. Om te voorkomen dat de atleet de bocht uit 'vliegt' of te ver naar binnen moet hangen, helt de bocht naar binnen. De baan staat op z'n hoogst onder een hoek van 40 graden. De 200 m indoor werd onlangs afgeschaft op de grote kampioenschappen vanwege die bochten, want de verschillen per baan waren te groot. Zo had de sprinter in baan één bijvoorbeeld altijd nadeel ten opzichte van baan drie, dus was de strijd niet eerlijk.

## Dubbelslag
De 200 m is zowel voor korte sprinters (100 & 200 m) en lange sprinters (200 & 400 m) een gangbaar nummer. Een aantal atleten heeft de dubbel (100 & 200 m) kunnen behalen: goud op beide nummers op de Olympische Spelen. Voorbeelden hiervan zijn Jesse Owens, Fanny Blankers-Koen, Wilma Rudolph, Valeri Borzov, Carl Lewis, Usain Bolt, Florence Griffith-Joyner en Marion Jones. Op de Europese kampioenschappen van 2006 behaalden de Belgische Kim Gevaert en de Portugees Francis Obikwelu op beide disciplines goud. Hetzelfde deden de Fransman Christophe Lemaitre op de EK van 2010 en de Nederlandse Dafne Schippers op de EK van 2014.
Michael Johnson en Marie-José Pérec hebben beiden goud behaald op 200 m en 400 m op de Olympische Zomerspelen 1996 in Atlanta.

## Top tien snelste atleten over 200 meter

### Mannen

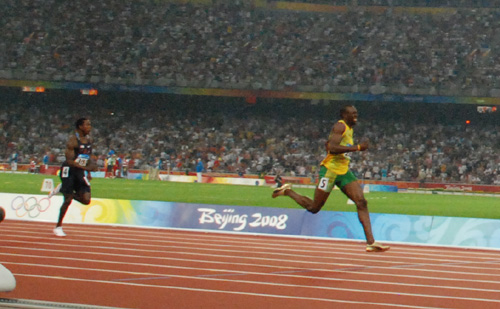
Usain Bolt wordt olympisch kampioen in een wereldrecordtijd

| Rang | Tijd  | Atleet           | Land             | Datum             | Plaats      |
| ---- | ----- | ---------------- | ---------------- | ----------------- | ----------- |
| 1.   | 19,19 | Usain Bolt       | Jamaica          | 20 augustus 2009  | Berlijn     |
| 2.   | 19,26 | Yohan Blake      | Jamaica          | 16 september 2011 | Brussel     |
| 3.   | 19,31 | Noah Lyles       | Verenigde Staten | 21 juli 2022      | Eugene      |
| 4.   | 19,32 | Michael Johnson  | Verenigde Staten | 1 augustus 1996   | Atlanta     |
| 5.   | 19,46 | Letsile Tebogo   | Botswana         | 8 augustus 2024   | Parijs      |
| 6.   | 19,49 | Erriyon Knighton | Verenigde Staten | 30 april 2022     | Baton Rouge |
| 7.   | 19,53 | Walter Dix       | Verenigde Staten | 16 september 2011 | Brussel     |
| 8.   | 19,57 | Justin Gatlin    | Verenigde Staten | 28 juni 2015      | Eugene      |
| 9.   | 19,58 | Tyson Gay        | Verenigde Staten | 30 mei 2009       | New York    |
| 10.  | 19,59 | Kenneth Bednarek | Verenigde Staten | 29 juni 2024      | Eugene      |

Bijgewerkt: 15 augustus 2024

### Vrouwen
| Rang | Tijd  | Atleet                   | Land                           | Datum             | Plaats          |
| ---- | ----- | ------------------------ | ------------------------------ | ----------------- | --------------- |
| 1.   | 21,34 | Florence Griffith-Joyner | Verenigde Staten               | 29 september 1988 | Seoel           |
| 2.   | 21,41 | Shericka Jackson         | Jamaica                        | 25 augustus 2023  | Boedapest       |
| 3.   | 21,53 | Elaine Thompson          | Jamaica                        | 3 augustus 2021   | Tokio           |
| 4.   | 21,60 | Gabrielle Thomas         | Verenigde Staten               | 9 juli 2023       | Eugene          |
| 5.   | 21,62 | Marion Jones             | Verenigde Staten               | 11 september 1998 | Johannesburg    |
| 6.   | 21,63 | Dafne Schippers          | Nederland                      | 28 augustus 2015  | Peking          |
| 7.   | 21,64 | Merlene Ottey            | Jamaica                        | 13 september 1991 | Brussel         |
| 8.   | 21,69 | Allyson Felix            | Verenigde Staten               | 30 juni 2012      | Eugene          |
| 9.   | 21,71 | Marita Koch              | Duitse Democratische Republiek | 10 juni 1979      | Karl-Marx-Stadt |
| 9.   | 21,71 | Heike Drechsler          | Duitse Democratische Republiek | 29 juni 1986      | Jena            |

Bijgewerkt: 26 augustus 2023

## Continentale records (outdoor)
| Continent                | Geslacht | Prestatie  | Atleet                   | Land | Datum             | Plaats      |
| ------------------------ | -------- | ---------- | ------------------------ | ---- | ----------------- | ----------- |
| Afrika                   | M        | 19,46      | Letsile Tebogo           | BOT  | 8 augustus 2024   | Parijs      |
| Afrika                   | V        | 21,78      | Christine Mboma          | NAM  | 9 september 2021  | Tokio       |
| Noord- en Midden-Amerika | M        | 19,19 (WR) | Usain Bolt               | JAM  | 20 augustus 2009  | Berlijn     |
| Noord- en Midden-Amerika | V        | 21,34 (WR) | Florence Griffith-Joyner | USA  | 29 september 1988 | Seoel       |
| Zuid-Amerika             | M        | 19,81      | Alonso Edward            | PAN  | 20 augustus 2009  | Berlijn     |
| Zuid-Amerika             | V        | 22,47      | Vitória Cristina Rosa    | BRA  | 19 juli 2022      | Eugene      |
| Azië                     | M        | 19,88      | Xie Zhenye               | CHN  | 21 juli 2019      | Londen      |
| Azië                     | V        | 22,01      | Li Xuemei                | CHN  | 22 oktober 1997   | Shanghai    |
| Europa                   | M        | 19,72      | Pietro Mennea            | ITA  | 12 september 1979 | Mexico-Stad |
| Europa                   | V        | 21,63      | Dafne Schippers          | NED  | 28 augustus 2015  | Peking      |
| Oceanië                  | M        | 20,06      | Peter Norman             | AUS  | 16 oktober 1968   | Mexico-Stad |
| Oceanië                  | V        | 22,23      | Melinda Gainsford-Taylor | AUS  | 13 juli 1997      | Stuttgart   |

Bijgewerkt: 15 augustus 2024

## Wereldrecordontwikkeling
y: Tijd werd gelopen over een afstand van 220 yards (201,16 m)

st: Tijd werd gelopen op een baan zonder bocht, deze records zijn door de IAAF niet erkend

### Mannen
Bij de mannen heeft het wereldrecord zich als volgt ontwikkeld:
| Tijd (s)     | Naam               | Nationaliteit | Datum      | Plaats        |
| ------------ | ------------------ | ------------- | ---------- | ------------- |
| 21,2 y       | William Applegarth | GBR           | 04.07.1914 | Londen        |
| 21,0         | Helmut Körnig      | GER           | 26.08.1928 | Bochum        |
| 21,0         | Ralph Metcalfe     | USA           | 06.08.1933 | Berlijn       |
| 21,0         | Jesse Owens        | USA           | 12.07.1936 | New York      |
| 20,7         | Jesse Owens        | USA           | 05.08.1936 | Berlijn       |
| 21,1 y       | Barney Ewell       | USA           | 22.06.1940 | Minneapolis   |
| 20,9 y       | Barney Ewell       | USA           | 09.05.1942 | Pittsburgh    |
| 20,7         | Mel Patton         | USA           | 10.07.1948 | Evanston      |
| 20,9 y       | Lloyd LaBeach      | PAN           | 05.09.1946 | Kingston      |
| 20,7         | Barney Ewell       | USA           | 10.07.1948 | Evanston      |
| 20,6 y       | Andy Stanfield     | USA           | 26.05.1951 | Philadelphia  |
| 20,6         | Andy Stanfield     | USA           | 28.06.1952 | Los Angeles   |
| 20,6         | Bobby Morrow       | USA           | 16.06.1956 | Berkeley      |
| 20,6         | Thane Baker        | USA           | 23.06.1956 | Barkersfield  |
| 20,6         | Andy Stanfield     | USA           | 23.06.1956 | Barkersfield  |
| 20,6         | Bobby Morrow       | USA           | 30.06.1956 | Los Angeles   |
| 20,6         | Thane Baker        | USA           | 27.10.1956 | Santa Ana     |
| 20,6         | Bobby Morrow       | USA           | 27.11.1956 | Melbourne     |
| 20,6         | Manfred Germar     | FRG           | 01.10.1958 | Wuppertal     |
| 20,6         | Ray Norton         | USA           | 02.05.1959 | San José      |
| 20,6         | Ray Norton         | USA           | 04.08.1959 | Göteborg      |
| 20,6         | Ray Norton         | USA           | 19.03.1960 | Berkeley      |
| 20,6         | Ray Norton         | USA           | 30.04.1960 | Philadelphia  |
| 20,5 y       | Peter Radford      | GBR           | 28.05.1960 | Wolverhampton |
| 20,5         | Stone Johnson      | USA           | 02.07.1960 | Stanford      |
| 20,5         | Ray Norton         | USA           | 02.07.1960 | Stanford      |
| 20,5 y       | Paul Drayton       | USA           | 23.06.1962 | Walnut        |
| 20,5         | Bob Hayes          | USA           | 10.02.1963 | Pointe-Pierre |
| 20,5 y       | Bob Hayes          | USA           | 02.03.1963 | Coral Gables  |
| 20,4 y       | Henry Carr         | USA           | 19.03.1963 | Tempe         |
| 20,3 y       | Henry Carr         | USA           | 23.03.1963 | Tempe         |
| 20,2 y       | Henry Carr         | USA           | 04.04.1964 | Tempe         |
| 20,0 y       | Tommie Smith       | USA           | 11.06.1968 | Sacramento    |
| 19,92        | John Carlos        | USA           | 12.09.1968 | Echo Summit   |
| 19,83        | Tommie Smith       | USA           | 16.10.1968 | Mexico-Stad   |
| 19,8 (19,86) | Don Quarrie        | JAM           | 03.08.1971 | Cali          |
| 19,72        | Pietro Mennea      | ITA           | 12.09.1979 | Mexico-Stad   |
| 19,66        | Michael Johnson    | USA           | 23.06.1996 | Atlanta       |
| 19,32        | Michael Johnson    | USA           | 01.08.1996 | Atlanta       |
| 19,30        | Usain Bolt         | JAM           | 20.08.2008 | Peking        |
| 19,19        | Usain Bolt         | JAM           | 20.08.2009 | Berlijn       |

### Vrouwen
De ontwikkeling van het record bij de vrouwen:
| Tijd (s)                     | Naam                     | Nationaliteit | Datum      | Plaats         |
| ---------------------------- | ------------------------ | ------------- | ---------- | -------------- |
| Handgeklokte tijden          |                          |               |            |                |
| 27 4/5 *                     | Alice Cast               | GBR           | 20.08.1922 | Parijs         |
| 26 4/5 y *                   | Mary Lines               | GBR           | 23.09.1922 | Croydon        |
| 26 1/5 y *                   | Eileen Edwards           | GBR           | 20.08.1924 | Londen         |
| 26,0 *                       | Eileen Edwards           | GBR           | 03.10.1926 | Parijs         |
| 25 2/5 y *                   | Eileen Edwards           | GBR           | 12.06.1927 | Berlijn        |
| 24,7 st *                    | Kinue Hitomi             | JPN           | 19.05.1929 | Miyoshima      |
| 24,1 st *                    | Stanisława Walasiewicz   | POL           | 18.08.1932 | Chicago        |
| 24,6 *                       | Tollien Schuurman        | NED           | 13.08.1933 | Brussel        |
| 24,3 y *                     | Stanisława Walasiewicz   | POL           | 09.06.1935 | Cleveland      |
| 23,6 y                       | Stanisława Walasiewicz   | POL           | 04.08.1935 | Warschau       |
| 23,6 (23,74)                 | Marjorie Jackson         | AUS           | 25.07.1952 | Helsinki       |
| 23,4 (23,59)                 | Marjorie Jackson         | AUS           | 25.07.1952 | Helsinki       |
| 23,2                         | Betty Cuthbert           | AUS           | 16.09.1956 | Sydney         |
| 23,2                         | Betty Cuthbert           | AUS           | 07.03.1960 | Hobart         |
| 22,9                         | Wilma Rudolph            | USA           | 07.07.1960 | Corpus Christi |
| 22,7                         | Irena Szewińska          | POL           | 08.08.1965 | Warschau       |
| 22,5 (22,58)                 | Irena Szewińska          | POL           | 18.10.1968 | Mexico-Stad    |
| 22,4                         | Chi Cheng                | TPE           | 12.07.1970 | München        |
| 22,4 (23,40)                 | Renate Stecher           | GDR           | 07.09.1972 | München        |
| 22,1 (23,38)                 | Renate Stecher           | GDR           | 21.07.1973 | Dresden        |
| Elektronisch geklokte tijden |                          |               |            |                |
| 22,21                        | Irena Szewińska          | POL           | 13.06.1974 | Potsdam        |
| 22,06                        | Marita Koch              | GDR           | 28.05.1978 | Erfurt         |
| 22,02                        | Marita Koch              | GDR           | 03.06.1979 | Leipzig        |
| 21,71                        | Marita Koch              | GDR           | 10.06.1979 | Karl-Marx-stad |
| 21,71                        | Marita Koch              | GDR           | 21.07.1984 | Potsdam        |
| 21,71                        | Heike Drechsler          | GDR           | 29.06.1986 | Jena           |
| 21,71                        | Heike Drechsler          | GDR           | 29.08.1986 | Stuttgart      |
| 21,56                        | Florence Griffith-Joyner | USA           | 29.09.1988 | Seoel          |
| 21,34                        | Florence Griffith-Joyner | USA           | 29.09.1988 | Seoel          |

## België

### Snelste mannelijke atleten
| Rang | Tijd  | Atleet                | Datum            | Plaats            |
| ---- | ----- | --------------------- | ---------------- | ----------------- |
| 1.   | 20,13 | Simon Verherstraeten  | 14 juli 2024     | La Chaux-de-Fonds |
| 2.   | 20,19 | Patrick Stevens       | 5 juni 1996      | Rome              |
| 3.   | 20,23 | Kobe Vleminckx        | 14 juli 2024     | La Chaux-de-Fonds |
| 4.   | 20,31 | Jonathan Borlée       | 5 mei 2012       | Lubbock           |
| 5.   | 20,42 | Erik Wijmeersch       | 9 juni 1996      | Tallinn           |
| 6.   | 20,43 | Robin Vanderbemden    | 28 juli 2018     | Ninove            |
| 7.   | 20,44 | Kristof Beyens        | 28 augustus 2007 | Osaka             |
| 8.   | 20,60 | Cédric Van Branteghem | 9 augustus 2003  | Jambes            |
| 9.   | 20,66 | Ronald Desruelles     | 18 juli 1984     | Grosseto          |
| 10.  | 20,68 | Fons Brydenbach       | 10 augustus 1975 | Brussel           |

Bijgewerkt: 14 juli 2024

### Snelste vrouwelijke atleten
| Rang | Tijd  | Atlete                 | Datum           | Plaats  |
| ---- | ----- | ---------------------- | --------------- | ------- |
| 1.   | 22,20 | Kim Gevaert            | 9 juli 2006     | Brussel |
| 2.   | 22,63 | Imke Vervaet           | 3 augustus 2025 | Brussel |
| 3.   | 22,68 | Hanna Mariën           | 9 juli 2006     | Brussel |
| 4.   | 22,79 | Cynthia Bolingo Mbongo | 19 juni 2021    | Nijvel  |
| 5.   | 22,88 | Delphine Nkansa        | 3 augustus 2025 | Brussel |
| 6.   | 22,98 | Olivia Borlée          | 9 juli 2006     | Brussel |
| 7.   | 23,04 | Lea Alaerts            | 27 juli 1977    | Brussel |
| 8.   | 23,11 | Élodie Ouédraogo       | 11 juli 2004    | Brussel |
| 8.   | 23,11 | Rani Rosius            | 30 juni 2024    | Brussel |
| 10.  | 23,17 | Ingrid Verbruggen      | 2 augustus 1987 | Brussel |

Bijgewerkt: 3 augustus 2025

## Nederland

### Snelste mannelijke atleten
| Rang | Tijd  | Atleet              | Datum            | Plaats            |
| ---- | ----- | ------------------- | ---------------- | ----------------- |
| 1.   | 19,81 | Churandy Martina    | 25 augustus 2016 | Lausanne          |
| 2.   | 20,19 | Troy Douglas        | 2 september 2001 | Rieti             |
| 3.   | 20,30 | Taymir Burnet       | 14 februari 2024 | Potchefstroom     |
| 4.   | 20,35 | Onyema Adigida      | 30 juni 2024     | Hengelo           |
| 5.   | 20,36 | Patrick van Balkom  | 27 juni 1999     | Apeldoorn         |
| 6.   | 20,37 | Solomon Bockarie    | 31 augustus 2016 | Velenje           |
| 7.   | 20,38 | Liemarvin Bonevacia | 14 juli 2024     | La Chaux-de-Fonds |
| 8.   | 20,47 | Patrick van Luijk   | 9 juni 2012      | Leiden            |
| 9.   | 20,48 | Caimin Douglas      | 8 juli 2001      | Tilburg           |
| 9.   | 20,48 | Guus Hoogmoed       | 1 juli 2007      | Amsterdam         |

Bijgewerkt: 15 augustus 2024

### Snelste vrouwelijke atleten
| Rang | Tijd  | Atlete                | Datum            | Plaats            |
| ---- | ----- | --------------------- | ---------------- | ----------------- |
| 1.   | 21,63 | Dafne Schippers       | 28 augustus 2015 | Peking            |
| 2.   | 22,37 | Jamile Samuel         | 20 juli 2018     | Londen            |
| 3.   | 22,46 | Lieke Klaver          | 25 juni 2023     | Chorzów           |
| 4.   | 22,62 | Tasa Jiya             | 30 juni 2024     | Hengelo           |
| 5.   | 22,80 | Femke Bol             | 30 juni 2024     | Hengelo           |
| 6.   | 22,81 | Els Scharn-Vader      | 2 augustus 1982  | Pescara           |
| 7.   | 22,86 | Tessa van Schagen     | 19 juni 2016     | Amsterdam         |
| 7.   | 22,86 | Marije van Hunenstijn | 14 juli 2024     | La Chaux-de-Fonds |
| 9.   | 23,00 | Jacqueline Poelman    | 20 juli 2002     | Heusden           |
| 10.  | 23,08 | Mireille Donders      | 1 juli 2001      | Genève            |

Bijgewerkt: 15 augustus 2024
1948: Fanny Blankers-Koen ·
1952: Marjorie Jackson ·
1956: Betty Cuthbert ·
1960: Wilma Rudolph ·
1964: Edith McGuire ·
1968: Irena Szewińska ·
1972: Renate Stecher ·
1976: Bärbel Eckert ·
1980: Bärbel Wöckel ·
1984: Valerie Brisco-Hooks ·
1988: Florence Griffith-Joyner ·
1992: Gwen Torrence ·
1996: Marie-José Pérec ·
2000: Pauline Davis-Thompson ·
2004: Veronica Campbell ·
2008: Veronica Campbell ·
2012: Allyson Felix ·
2016: Elaine Thompson ·
2020: Elaine Thompson ·
2024: Gabrielle Thomas
1900: John Tewksbury ·
1904: Archie Hahn ·
1908: Bobby Kerr ·
1912: Ralph Craig ·
1920: Allen Woodring ·
1924: Jackson Scholz ·
1928: Percy Williams ·
1932: Eddie Tolan ·
1936: Jesse Owens ·
1948: Mel Patton ·
1952: Andy Stanfield ·
1956: Bobby Morrow ·
1960: Livio Berruti ·
1964: Henry Carr ·
1968: Tommie Smith ·
1972: Valeri Borzov ·
1976: Don Quarrie ·
1980: Pietro Mennea ·
1984: Carl Lewis ·
1988: Joe DeLoach ·
1992: Mike Marsh ·
1996: Michael Johnson ·
2000: Konstantinos Kenteris ·
2004: Shawn Crawford ·
2008: Usain Bolt ·
2012: Usain Bolt ·
2016: Usain Bolt ·
2020: Andre De Grasse ·
2024: Letsile Tebogo
1983 Marita Koch ·
1987 Silke Gladisch ·
1991 Katrin Krabbe ·
1993 Merlene Ottey ·
1995 Merlene Ottey ·
1997 Zjanna Block ·
1999 Inger Miller ·
2001 Debbie Ferguson ·
2003 Anastasia Kapatsjinskaja ·
2005 Allyson Felix ·
2007 Allyson Felix ·
2009 Allyson Felix ·
2011 Veronica Campbell-Brown ·
2013 Shelly-Ann Fraser-Pryce ·
2015 Dafne Schippers ·
2017 Dafne Schippers ·
2019 Dina Asher-Smith ·
2022 Shericka Jackson ·
2023 Shericka Jackson
1983 Calvin Smith ·
1987 Calvin Smith ·
1991 Michael Johnson ·
1993 Frankie Fredericks ·
1995 Michael Johnson ·
1997 Ato Boldon ·
1999 Maurice Greene ·
2001 Konstantinos Kenteris ·
2003 John Capel ·
2005 Justin Gatlin ·
2007 Tyson Gay ·
2009 Usain Bolt ·
2011 Usain Bolt ·
2013 Usain Bolt ·
2015 Usain Bolt ·
2017 Ramil Goelijev ·
2019 Noah Lyles ·
2022 Noah Lyles ·
2023 Noah Lyles